# Dasybasis gentilis
Dasybasis gentilis är en tvåvingeart som först beskrevs av Wilhelm Ferdinand Erichson 1842.  Dasybasis gentilis ingår i släktet Dasybasis och familjen bromsar. Inga underarter finns listade i Catalogue of Life.